# Herpetopoma benthicola
Herpetopoma benthicola là một loài ốc biển, là động vật thân mềm chân bụng sống ở biển trong họ Chilodontidae.

## Phân bố
Loài này thường gặp ở New Zealand.